# Rumeni čaj
Rumeni čaj običajno označuje posebno vrsto čaja, pri katerem je postopek obdelave podoben kot pri zelenem čaju, le stopnja sušenja je krajša. Rumeni čaj lahko pomeni tudi visokokakovosten čaj iz mladih in drobnih popkov, ki ga postrežejo na cesarskem dvoru. Je kitajska posebnost in sodi med najredkejše in najdražje vrste čaja.
Rumeni čaj ima rumenozelen izgled, njegov vonj in okus pa sta drugačna, a deloma tudi podobna kot pri belem in zelenem čaju.

## Nekatere vrste rumenih čajev
Junshan Yinzhens province Hunan, rumeni čaj vrste Silver Needle in eden od desetih slavnih kitajskih čajev (China Famous Tea).
Huoshan Huangyačaj z gore Huo v provinci Anhui.
Meng Ding Huangyaz gore Meng v provinci Sečuan.
Da Ye Qingiz province Guangdong. Dobesedni pomen 'velik zeleni list'.
Huang Tangiz province Zhejiang. Dobesedni pomen 'rumena juha'.